# Котов, Сергей Дмитриевич
Сергей Дмитриевич Котов (20 сентября [3 октября] 1911, Астрахань — 20 августа 1981, Ленинский) — участник Великой Отечественной войны, старший политрук РККА, член ВКП (б); военнопленный вермахта, один из организаторов антинацистского сопротивления в концлагере Бухенвальд; кавалер ордена Красной Звезды.

## Биография
Происхождение
Родился Сергей Дмитриевич Котов 20 сентября 1911 года в Астрахани (по другим данным — в 1912 г. в с. Ижевское Спасского уезда Рязанской губернии, на родине его матери). Он был младшим ребёнком в семье портового рабочего — Дмитрия Петровича Котова (ум.1914), большевика-ленинца, члена РСДРП, участника революционных боёв 1905 года, воспитавшего своих детей в духе коммунистических идеалов. Его старшие братья Андрей с Иваном и сестра Лидия, увлечённые вихрем революционных идей и событий, вступившие в 1918 году в Красную Армию, став активными участниками Гражданской войны, погибли под Перекопом в 1920 году.
Ранние годы
Детские и отроческие годы Сергея Котова прошли на родине матери в селе Ижевском на Рязанщине. Начальное образование Сергей получил в сельской школе, затем окончил годичные педагогические курсы, — «рабфак на дому» и, наконец, в 1939 — заочное отделение Московского института философии, литературы и истории. С 11 ноября 1939 года призван на службу в РККА, где он продолжает учёбу, занимается марксистской философией, многие работы Маркса, Энгельса, Ленина выучивает наизусть; с увлечением читает он командному составу лекции по истории Коммунистической партии, по новой истории, по диалектическому материализму. В мае 1941 года принят в члены ВКП(б).
Великая Отечественная война
С началом Великой Отечественной войны в июне 1941 года призван в ряды РККА Серпуховским РВК г. Москвы. С июля 1941 — в действующей армии — в должности старшего политрука, назначенный вместо погибшего в бою предшественника, участвует в боях на левобережье Днестра, в районе г. Дубоссары. Затем — с августа 1941 — в составе 966-го стрелкового полка 296 стрелковой дивизии(сформированной в г. Геническе Херсонской обл., с 5 августа 1941 года вошедшей в состав Действующей Армии и направленной в Никополь, вместе с другими соединениями, выдвинутыми на рубеж Кременчуг, Кривой Рог, Херсон, и на заранее подготовленный оборонительный рубеж на р. Ингулец.), подчинения командующего Южного фронта (9А; 18А; 37А; 9А), в боях у узловой станции Колосовки Николаевской обл., при обороне Николаева, Херсона; в начале июля 1942 в боях под станцией Миллерово (Ростовская обл.).
Военнопленный — участник антинацистского сопротивления
Согласно базы данных сайта ОБД-мемориал (и по другим документам), Котов С. Д., будучи на передовой линии обороны, в составе своего воинского подразделения (адрес воинской части полевая станция № 989), на участке близ д. Киволово (пос. Лукаши) Гатчинского района Ленинградской области был ранен и контужен, в результате чего 14 июля 1942 года попал в плен германским войскам.
С июля 1942 до 13 апреля 1945 находился в заключении, как военнопленный Вермахта — узник концентрационных трудовых лагерей нацистской Германии: — вначале в концлагере № 339 (Дарница), затем в шталаге № 365 («Норд-Офлаг-365»), г. Владимир-Волынский Волынской обл., далее — в различных концлагерях на территории Германии: Динклер-Мариенбург, Ильзедер-Хютте, Ленгеде, Эрбке, Хильдесхайм, Бухенвальд. По сведениям картотеки Шталагеря № 365, лагерный № 2227; прибыл в Бухенвальд из гестапо г. Ганновера 04.10.1943, — «… был переведён в концлагерь Бухенвальд за организованный им саботаж на шахте…».
Узник Бухенвальда — одного из самых крупных концентрационных нацистских лагерей, коммунист Котов С. Д., являлся одним из видных руководителей антинацистского сопротивления, членом руководящего органа — Комитета русского объединённого подпольного военно-политического центра (ОППЦ), в его составе: Симаков Н. — политический руководитель, Бакланов С. — ответственный за военную работу, Павлов А. — руководитель отдела безопасности лагеря советских военнопленных и ответственный за хранение запасов подпольного оружия, Кюнг Н. — руководитель отдела безопасности среди советских политзаключённых, Левшенков М. — руководитель отдела агитации и пропаганды среди советских военнопленных, Котов С. — руководитель политотдела военных формирований советских политзаключённых, Азаров В. — комиссар бригады.
При его непосредственном участии осуществлялись акции саботажа на германских военно-промышленных предприятиях, диверсии, активно готовилось Восстание узников Бухенвальда, поднятое заключёнными 11 апреля 1945 года. В Бухенвальде он познакомился с соратниками-антифашистами видным деятелем немецкого рабочего движения — антифашистом Робертом Зибертом (1887—1973), с руководителем Международного Бухенвальдского Комитета (International Buchenwald Committee) — коммунистом Вальтером Бартелем (1904—1992).
О деятельности и личном вкладе, Котова С. Д., в антинацистском подполье Бухенвальда подробно описано на страницах литературно-документальных произведений Краснопёрова В. «Подпольщик Бухенвальда» и Свиридова Г. «Ринг за колючей проволоки».
Указом Президиума Верховного Совета СССР №: 266/40 от: 27.01.1958 г. «За мужество и отвагу, проявленные в боях с немецкими захватчиками в период Великой Отечественной войны 1941—1945 гг.» старший политрук — Котов Сергей Дмитриевич, награждён орденом Красной Звезды.
В мирное время
После войны — до выхода на пенсию по старости, жил с семьёй в пгт Ленинском — райцентре Ленинского района Таджикской ССР (ныне — пгт Сомониён района Рудаки Республики Таджикистан). Работал учителем истории и обществоведения, зам. директора школы по учебной части средней школы № 1 имени А. С. Пушкина Ленинского района; являлся парторгом — председателем школьной партийной организации КПСС.
Умер 20 августа 1981 года, пгт Ленинский, похоронен на поселковом общественном кладбище.

## Награды
- 1945 — медаль «За победу над Германией в Великой Отечественной войне 1941—1945 гг.»
- 1958 — орден Красной Звезды
- 1965 — Юбилейная медаль «Двадцать лет Победы в Великой Отечественной войне 1941—1945 гг.»
- 1970 — медаль «В ознаменование 100-летия со дня рождения Владимира Ильича Ленина»
- 1975 — Юбилейная медаль «Тридцать лет Победы в Великой Отечественной войне 1941—1945 гг.»

## Семья
Жена — Наталья Андреевна Котова (22.08.1914 — 03.04.2001) — домохозяйка.
Дети:
- Вячеслав (1933—1962) — погиб в молодости.
- Раиса (19.07.1940 — 03.08.1994) — педагог, учитель русского языка и родной литературы; её дочь Надежда (р. 4.12.1973) — педагог, учитель начальных классов.
- Александр (24.01.1947 — 28.07.2003) — педагог, учитель русского языка и родной литературы.